# 부여울
여울(餘蔚, 생몰년 미상)은 오호 십육국 시대 전연과 후연에서 활동한 부여계 유민으로 전연에서 벼슬하다가, 전진에게 항복해 전연 멸망에 결정적인 역할을 했고 모용수가 후연을 건국하자 그의 휘하에 들어가 측근으로 활동했다.

## 생애
여울은 전연에서 활동하며 산기시랑(散騎侍郞)이란 벼슬까지 이르렀다. 하지만 370년 11월에 전진이 침공하자 부여·고구려·상당 일대에서 끌려온 500여 명의 질자(質子)와 함께 수도 업의 북문을 열고 항복했다. 한편 모용수가 384년 전진에서 독립해 후연을 건국했고 여울을 포섭해 형양태수(滎陽太守)로 삼았으며, 곧 정동장군(征東將軍) 통부좌사마(統府左司馬)로 삼았고 부여왕에 봉했다. 390년에 우광록대부(右光祿大夫)를 거쳐 좌복야가 됐고 396년 5월에 태부(太傅)로 삼았다. 이후 기록은 없다.